# Дрил енд бейс
Drill 'n' bass (известен още като fungle или spunk jazz) е поджанр на електронната музика, който се развива в средата на 90-те години, когато IDM артисти започват да експериментират с елементи на дръм енд бейс, брейкбийт и джънгъл музиката.. Стилът често може да се тълкува, като имащ леко пародийна връзка със стиловете, които го вдъхновяват.

## История
Ранните изпълнители на дрил енд бейс включват Luke Vibert, Афекс Туин и Скуеърпушър. Стилът е въведен от Vibert под името Plug в неговите EP-та през 1995 г. Други първоначални примери са Hangable Auto Bulb EP на Aphex Twin (1995) и Conumber E: P EP на Squarepusher (1995).
Към края на 90-те години на 20 век жанрът да голяма степен запада, но подпомога създаването на отделен жанр, също отделил се от IDM – брейккор, който има по-сериозен и френетичен подход към джънгъл звученето.